# Културни конзервативизам
Културни конзервативизам покушава да сачува примљено наслеђе успешне нације или културе. У овом случају, под културом подразумевамо нпр. велику Западну или кинеску културу али и нпр. малу тибетанску.
Културни конзервативци залажу се за усвајање норми које су настале у прошлости. Ове норме могу бити:
- романтичне: покрет против конвенције о метру, захтев да се задрже старе британске трговачке мере за тежину и дужину (унца и инч).
- институционалне: на Западу ово подразумева витешке редове, институције како феудализма тако и капитализма, или нпр. залагање за институцију владавине права. На Истоку, примери су систем државног испита у Кини или културне толеранције у Индији.
- моралне, сходно друштвеном конзервативизму. На пример, у неким културама се хомосексуалност, побачај, или жене које показују своја лица и удове јавности сматрају неморалним, и конзервативци у тим друштвима често подржавају законске забране упражњавања ових особености. Морални конзервативизам има и своје позитивистичке облике, на примеру подршке законима који обавезују богате да доприносе сиротињи милосрдним даровима. Доброчинство и љубав према ближњима сматрају се моралним у већини култура.

Кључни аргумент културних конзервативаца је да су се старе институције временом прилагодиле особеностима места и културе и стога треба да буду очуване. У зависности од тога колико су универзални (или скептични), културни конзервативци могу бити мање или више толерантни према културама које се разликују од њихове. Многи конзервативци верују у универзални морал, али постоје и они који подржавају чињеницу да се морални обрасци разликују од нације до нације, од културе до културе, и у том смислу се залажу за моралне обрасце настале у оквиру њихове културе. У том смислу, културни конзервативци ће оспоравати универзалне идеале француске комуне и њихову применљивост у другим културама.
Постоје конзервативци који усвајају радикалне методе, подстичући неку врсту конзервативне револуције, као што је пример рушења прозападног режима у Ирану. Радикални конзервативци сматрају да је насиље неопходно у процесу повратка врлинама и вредностима насталим у прошлости. У поседу власти, радикални конзервативци често користе институције силе, војску и полицију, у циљу спречавања иновација, индивидуализма и очувања културе у оном историјском облику којег сматрају идеалним. Фашизам је још један пример радикалног конзервативизма који се служи силом у циљу успостављања идеала и односа из прошлости. Фасцио је свежањ прућа са секиром у средини, симбол званичника римског магистрата, симбол њиховог надлештва и славе Римског царства.
Они који на радикалан начин покушавају да успоставе нове друштвене моделе и обрасце нису конзервативци већ утописти.